# اندیس دره ضباغی
دره ضباغی یک اندیس فلزی است که در حوالی شهر ساوه استان مرکزی قرار دارد و مادهٔ معدنی موجود در آن، آهن است.سنگ میزبان این اندیس آندزیت،توف است و دیرینگی آن به دوران ائومیانی می‌رسد. 